# Белогрудый тукан
Белогру́дый тука́н (лат. Ramphastos tucanus) — один из видов туканов подсемейства Ramphastinae семейства тукановых. Разделяют на три подвида: R. t. cuvieri, R. t. inca и R. t. tucanus, хотя некоторые систематики относят к виду только номинативный подвид.
Белогрудый тукан — это тропическая птица, обитающая во влажных лесах Амазонки на северо-востоке Южной Америки. Его легко заметить среди деревьев из-за ярко окрашенных головы и клюва. Бо́льшая часть клюва красная, в окраске оперения преобладают чёрный и белый цвета, а сам тип окраски таков, что создаётся контраст между тёмным туловищем и светлой головой и грудью. Массивный клюв делает тукана хорошо отличаемой птицей, а громкий голос позволяет определить местоположение. В рацион питания входят различные фрукты, а также насекомые, ящерицы, змеи, и даже яйца и птенцы.

## Описание

### Внешний вид
Белогрудый тукан — это средних размеров птица с характе́рным для всех туканов силуэтом. Длина туловища составляет 53—58 см, масса — около 500—700 гр. Клюв массивный, по своей величине превосходит голову. Крылья и хвост короткие, поэтому при полёте птица делает несколько быстрых и частых взмахов и непродолжительное время парит. Окраска туловища, хвоста и крыльев, как и у всех представителей рода, чёрная. Горло чисто-белого цвета, что и определило название данного вида. Область около глаза голубого цвета, который постепенно переходит в белый цвет на передней части шеи и на горле. Клюв на бо́льшей части ярко-красный, по другому окрашена лишь небольшая его часть около основания и полоска, проходящая по центру клюва сверху. Эта полоска и пятна сбоку на надклювье жёлтые, пятна на подклювье — голубые. Существуют также формы с оранжевым клювом. Надхвостье птицы окрашено в жёлтый, подхвостье — в красный. Половой диморфизм не выражен.

### Голос
Песня белогрудого тукана — это серия взвизгивающих звуков, похожих на лай щенка. Во время пения птица иногда синхронно запрокидывает голову и поднимает вверх хвост.

### Схожие виды

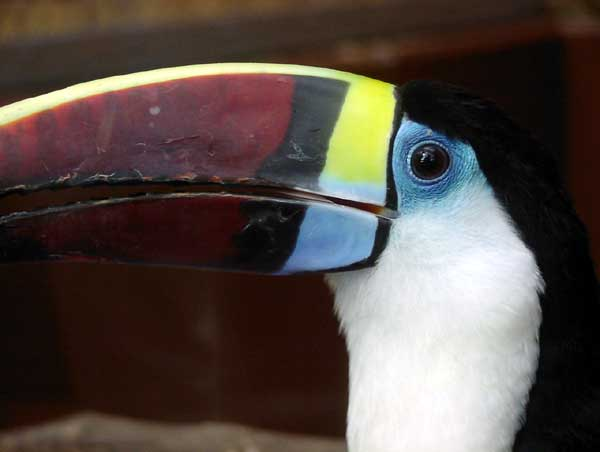
Бо́льшая часть клюва у Кювьерова тукана тёмно-красная

Белогорлого тукана по цвету горла легко отличить от многих других туканов, у которых оно либо жёлтое, либо белое с жёлтым. От остальных видов данный тукан также отличается ярко-красным клювом. Наиболее схожим и вместе с тем генетически близким видом является Кювьеров тукан. Белогорлый тукан и Кювьеров тукан сохранили способность образовывать межвидовые гибриды, а ранее они объединялись в один вид. Если присмотреться к этим двум видам внимательно, то можно заметить, что у Кювьерого тукана клюв тёмно-красный по сравнению с ярко-красным клювом белогорлого тукана. Но это не является единственным их отличием: Кювьеров тукан немного крупнее, у него более жёлтое надхвостье и другой голос.

## Образ жизни

### Поведение
Обычно птицы живут поодиночке или парами. Иногда образуют небольшие стаи, так несколько птиц были замеченными сидящими вместе на одной ветке.

### Размножение
Гнездо устраивается в естественном или сделанном другими птицами дупле на высоте 3—10 м. В кладке 2—3 яйца.

### Питание
В рацион входят различные фрукты, а также цветы и нектар. Питается также насекомыми, пауками, лягушками, ящерицами и змеями. Может съесть птенцов и яйца других птиц.

## Распространение
Белогрудый тукан — обитатель влажных лесов Амазонки. Селится в старых и молодых лесах, особенно часто вблизи водоёмов. Может поселиться и в лесных насаждениях, в садах и на плантациях. Замечен и в горных лесах на высоте 1 440 м в Гайане. Распространён в северо-восточной части Южной Америки на территории Венесуэлы, Гайаны, Суринама, Французской Гвианы и Бразилии.

## Птица и человек

### Численность
Общая численность птиц не определялась, но белогрудый тукан считается распространённым видом. Несмотря на это он был отнесён к уязвимым видам по причине того, что количество особей резко сократилось в течение трёх поколений и на настоящий момент сохраняет тенденцию к сокращению. Одной из причин уменьшения популяций белогрудых туканов является вырубка лесов и расчистка новых земель под сельскохозяйственные угодья. Другая причина заключается в охоте на этих птиц из-за вкусного мяса.

### Охранные меры
Необходимо расширить территории, на которых белогрудый тукан будет охраняемой птицей, а также предотвратить вырубку лесов там, где земли непригодны для хозяйственной деятельности человека.